# Atta capiguara
Atta capiguara är en myrart som beskrevs av Goncalves 1944. Atta capiguara ingår i släktet Atta och familjen myror. Inga underarter finns listade.